# Adolphe Grisel
Adolphe Jules Grisel (Parigi, 9 dicembre 1872 – San Quintino, 13 dicembre 1942) è stato un velocista, discobolo, lunghista e ginnasta francese.

## Carriera
Partecipò alle gare di atletica leggera e di ginnastica delle prime Olimpiadi moderne che si svolsero ad Atene nel 1896. Prese parte ai 100 metri piani, classificandosi quarto al primo turno, ai 400 metri piani, dove si ritirò, così come nel lancio del disco e nel salto in lungo.
Per quanto riguarda alla gara della parallele, il suo risultato è ignoto.